# Шон Вайт
Шон Вайт (англ. Shaun Roger White; нар. 3 вересня 1986) — американський сноубордист та скейтбордист, триразовий олімпійський чемпіон, володар найбільшої кількості золотих медалей Всесвітніх екстремальних ігор.
Крім олімпійських успіхів Шон Вайт має перемогу в численних змаганнях на Зимових олімпіадах з екстремальних ігор (Winter X Games XVI) в таких дисциплінах, як слоупстайл, суперпайп, а також у верті.